# Cynthia brunnea-albimaculata
Cynthia brunnea-albimaculata är en fjärilsart som beskrevs av Reuss 1915. Cynthia brunnea-albimaculata ingår i släktet Cynthia och familjen praktfjärilar. Inga underarter finns listade i Catalogue of Life.